# 효자 채주영 정려
효자 채주영 정려(孝子 蔡胄永 旌閭)는 대한민국 충청남도 천안시 동남구 풍세면 용정리에 있다. 채주영이 아버지에 대한 효를 기리고자 세웠다. 1995년 5월 10일 천안시의 향토문화유산 제7호로 지정되었다.

## 개요
정려는 정 측면 1칸으로 맞배지붕에 겹처마를 하였으며 방풍판을 하였다. 4면에 홍살을 설치하였으며 8각 고주초석위에 원형의 기둥을 세웠다. 정의 내부에는 비석을 세웠는데 비석에는 효자 통덕랑 채주영 지려 갑인 정려(孝子 通德郞 蔡冑永 之閭 甲寅 旌閭)라고 적혀 있다. 현판도 똑같이 되어 있다. 특별한 전설은 없으며 평상시에 부모에게 효성이 지극했다고 한다.
채주영은 평강인으로 보덕 응복의 증손이고, 정언, 종언의 아우로서 호는 재심제(在心齊)이다. 스스로 밭을 갈아 자미(滋米)를 장만하고, 가난을 낙으로 삼으며 책을 읽었다. 노경에 이를수록 더욱 부지런히하여 향민이 추앙하였다. 상(喪)에는 예를 다하고, 제(祭)에는 성을 다하니 심효는 만물이 감동하였고, 각고(刻苦)는 학문의 도의를 깨달았다.
채주영은 부친 섬기기에 극진하여 가을에 알밤을 주어다 모아서 구덩이에 묻어두고 저녁마다 서너 개 씩 꺼내어 구워 부친께 드렸는데 밤이 3년간 줄지 않고 계속 있어 이를 이상히 여겨 파보니 쥐 길이 나 있었다. 미물인 쥐도 효에 감동하여 매일 밤을 물어다 쌓아 놓아 밤이 줄지 않았다 한다.

## 참고 문헌
- 채주영 정려 - 디지털천안문화대전